# Ägyptische Badmintonnationalmannschaft
Die ägyptische Badmintonnationalmannschaft (arabisch منتخب مصر لكرة الريشة) repräsentiert Ägypten in internationalen Badmintonwettbewerben. Es gibt separate Nationalmannschaften für Junioren, Damen, Herren und gemischte Teams. Das Nationalteam repräsentiert die Egyptian Badminton Federation.

## Teilnahme an BWF-Wettbewerben
| Jahr | Resultat           |
| ---- | ------------------ |
| 2020 | Gruppenphase – 9.  |
| 2022 | Gruppenphase – 16. |

| Jahr | Resultat           |
| ---- | ------------------ |
| 2021 | 15. – Gruppenphase |
| 2023 | qualifiziert       |

## Badminton-Afrikameisterschaften
| Jahr | Resultat        |
| ---- | --------------- |
| 2008 | Halbfinalist    |
| 2010 | Halbfinalist    |
| 2012 | Halbfinalist    |
| 2018 | Viertelfinalist |
| 2020 | Halbfinalist    |
| 2022 | Finalist        |

| Jahr | Resultat     |
| ---- | ------------ |
| 2008 | Halbfinalist |
| 2010 | Finalist     |
| 2012 | Halbfinalist |
| 2016 | Finalist     |
| 2018 | Halbfinalist |
| 2020 | Champions    |
| 2022 | Champions    |

| Jahr | Resultat     |
| ---- | ------------ |
| 2011 | Halbfinalist |
| 2013 | Gruppenphase |
| 2014 | Gruppenphase |
| 2017 | Champions    |
| 2019 | Halbfinalist |
| 2021 | Champions    |
| 2023 | Champions    |

## Afrikaspiele
| Jahr | Resultat      |
| ---- | ------------- |
| 2003 | Viertelfinale |
| 2007 | Viertelfinale |
| 2011 | Viertelfinale |
| 2015 | Viertelfinale |
| 2019 | Bronze        |

## Panarabische Spiele
| Jahr | Resultat   |
| ---- | ---------- |
| 1999 | Halbfinale |
| 2004 | Finalist   |
| 2007 | Halbfinale |

| Jahr | Resultat  |
| ---- | --------- |
| 1999 | Finalist  |
| 2004 | Champions |
| 2007 | Finalist  |

## Nationalspieler
Herren
- Abdelrahman Abdelhakim
- Monier Fayez Botros
- Adham Hatem Elgamal
- Mahmoud Montaser
- Mohamed Mostafa Kamel
- Ahmed Salah

Frauen
- Doha Hany
- Hadia Hosny
- Nour Ahmed Youssri
- Jana Ashraf
- Hana Tarek Mohamed
- Rahma Mohamed Saad Eladawy